# Aaron Nola
Aaron Michael Nola (Baton Rouge, Luisiana, 4 de junio de 1993), más conocido como Aaron Nola, es un jugador profesional estadounidense de béisbol que se desempeña en la posición de lanzador en Philadelphia Phillies, equipo de las Grandes Ligas de Béisbol (MLB). Logró obtener el premio Segundo Equipo All-MLB.

## Carrera
En 2015, Nola comenzó a jugar como profesional en Philadelphia Phillies, equipo donde lleva jugando diez temporadas.

## Premios
En 2022, fue galardonado con el premio Segundo Equipo All-MLB.